# Abdelhafid Lirki
Abdelhafid Lirki, né le 8 août 1990 à Agadir, est un footballeur marocain évoluant au poste de milieu de terrain à l'Hassania Agadir.

## Palmarès
- Coupe du Maroc :
  - Finaliste : 2019.